# ホクレンディスタンスチャレンジ
ホクレンディスタンスチャレンジは、毎年6月から7月にかけて北海道各地を転戦する陸上競技大会である。夏に比較的冷涼な北海道で開催されるいわゆるトラック中長距離種目の競技会であり、国内の有力選手が集まる。
2021年からは日本陸上競技連盟公式YouTubeチャンネルにてライブ配信を実施しており、実況は駒澤大学陸上競技部OBのタレント、M高史が担当

## 大会概要
- 主催 北海道陸上競技協会
- 共催 日本実業団陸上競技連合、開催地自治体
- 主管 開催地方陸上競技協会
- 後援 読売新聞社、北海道新聞社、札幌テレビ放送、北海道文化放送
- 協賛 ホクレン
- 運営協力 日本陸上競技連盟・強化委員会